# Diecéze arlingtonská

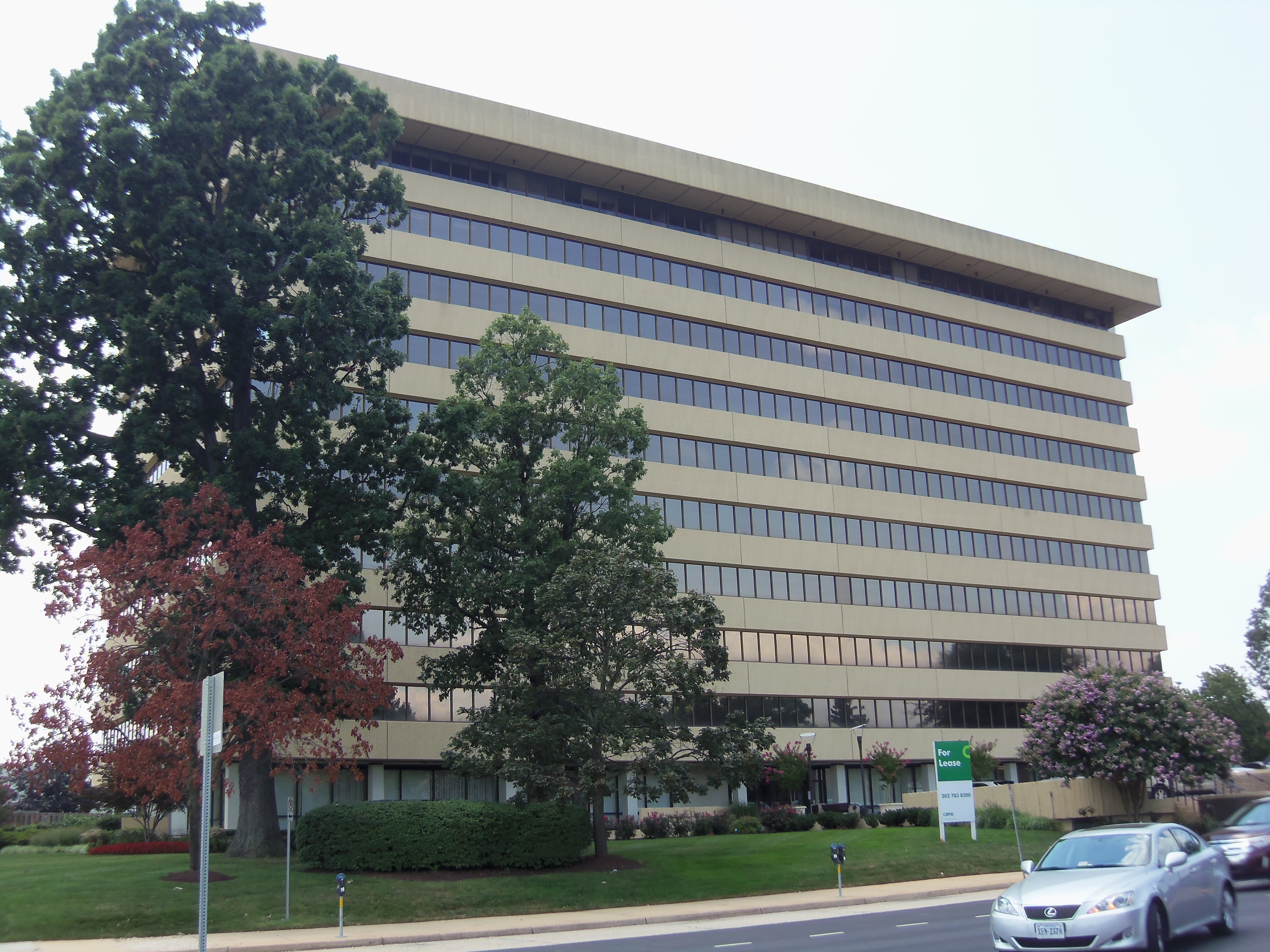
Diecézní kurie v Arlingtonu ve Virginii

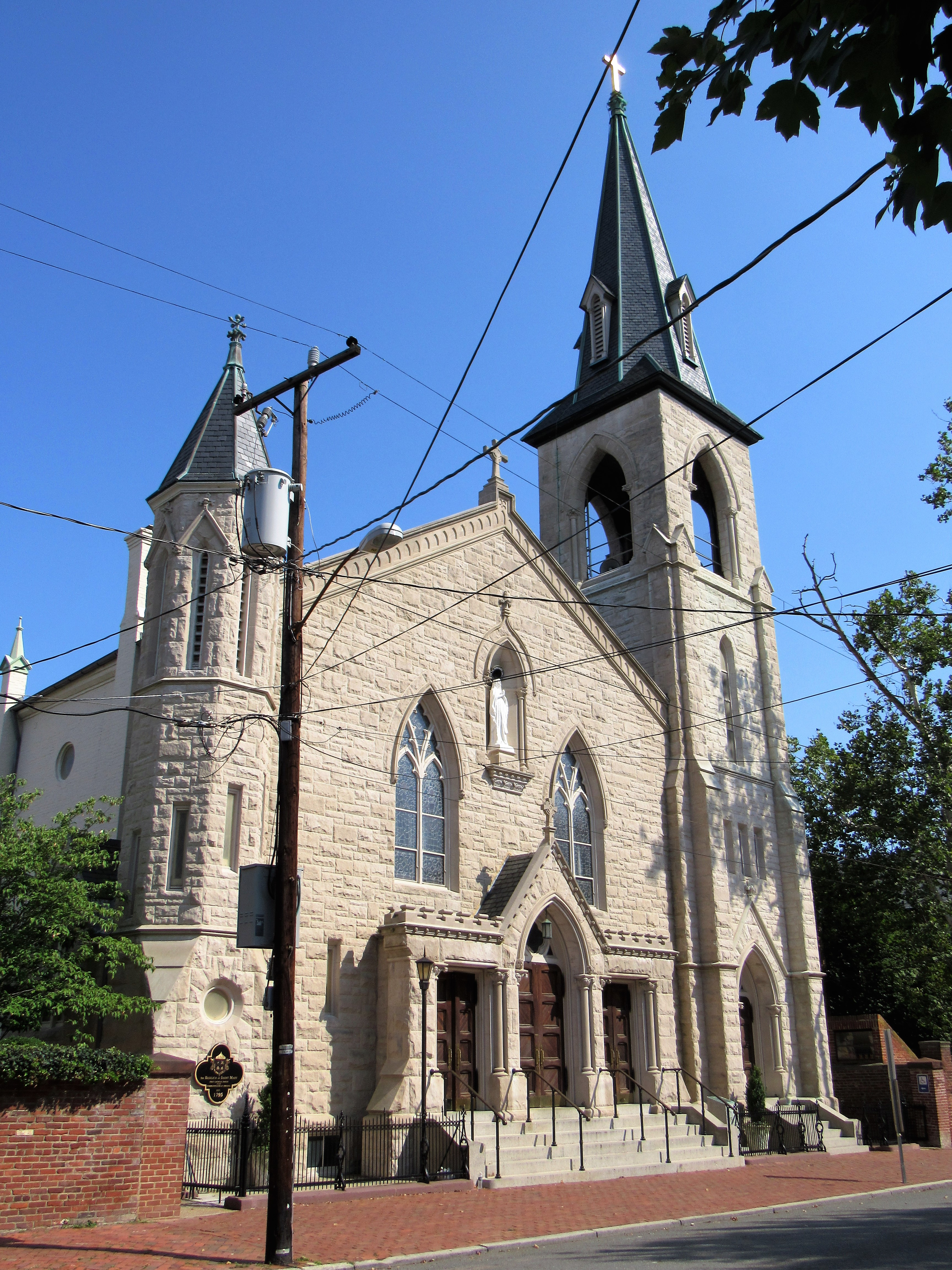
Bazilika Panny Marie v Alexandrii ve Virgini

Arlingtonská diecéze (latinsky Dioecesis Arlingtonensis) je latinská diecéze katolické církve v severní Virginii ve Spojených státech. Je sufragánní diecézí v církevní provincii arcidiecéze Baltimore. Mateřským kostelem diecéze je katedrála svatého Tomáše Mora.
Michael F. Burbidge je biskupem arlingtonské diecéze od prosince 2016. Patronem diecéze je anglický státník sv. Thomas More.

## Statistika
V roce 2020 měla arlingtonská diecéze 240 kněží (186 diecézních kněží; 54 řeholních kněží) a 453 083 katolíků. Celkový počet obyvatel diecéze v roce 2020, katolických i nekatolických, činil 3 329 860. V diecézi je 70 farností v 21 okresech Severní Virginie a v sedmi městech:

### Okresy
- Arlington
- Clarke
- Culpeper
- Fairfax
- Fauquier
- Frederick
- King George
- Lancaster
- Loudoun
- Madison
- Northumberland
- Orange
- Page
- Prince William
- Rappahannock
- Richmond
- Shenandoah
- Spotsylvania
- Stafford
- Warren
- Westmoreland

### Města
- Alexandria
- Fairfax
- Falls Church
- Fredericksburg
- Manassas
- Manassas Park
- Winchester

## Historie

### 1600 až 1784
Před americkou revolucí žilo v britské kolonii Virginie jen málo katolíků. V roce 1634 vykonával jezuita John Altham, společník reverenda Andrewa Whitea, misionářskou činnost mezi indiánskými kmeny žijícími na jižním břehu řeky Potomac. Koloniální vláda Virginie brzy přijala přísné zákony proti praktikování katolicismu. Koncem 17. století navštěvoval několik katolických osadníků v severní Virginii, žijících poblíž Aquia Creeku, reverend John Carroll a další jezuitští misionáři z Marylandu.
V roce 1776 měla Alexandrie srubovou kapli s katolickým knězem. V roce 1794 v kapli působil reverend John Thayer z Bostonu.

### 1784 až 1820

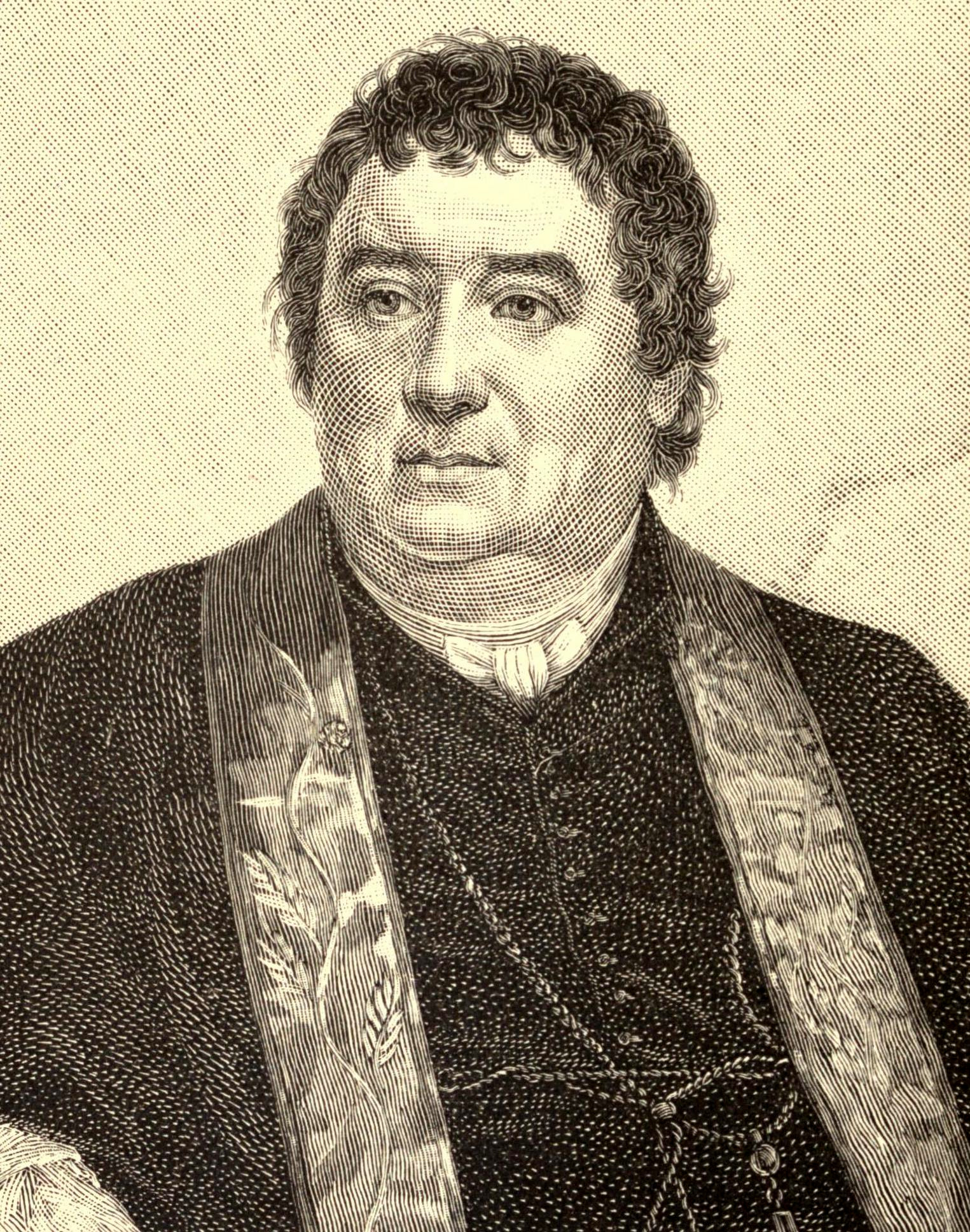
Biskup Fenwick

Po americké revoluci zřídil papež Pius VI. v roce 1784 apoštolskou prefekturu Spojených států, která zahrnovala celé území nového státu. Po přijetí Virginského statutu o náboženské svobodě v roce 1786, jehož autorem byl budoucí americký prezident Thomas Jefferson, získali katolíci v novém státě Virginie náboženskou svobodu.
V roce 1789 Pius VI. zřídil diecézi Baltimore, první diecézi ve Spojených státech, která nahradila apoštolskou prefekturu.
Reverend Francis Neale postavil v Alexandrii v roce 1796 cihlový kostel, který v roce 1811 nahradil větším. V Alexandrii často sloužili bohoslužby reverendi Anthony Kohlmann a Benedict Fenwick.

### 1820 až 1974

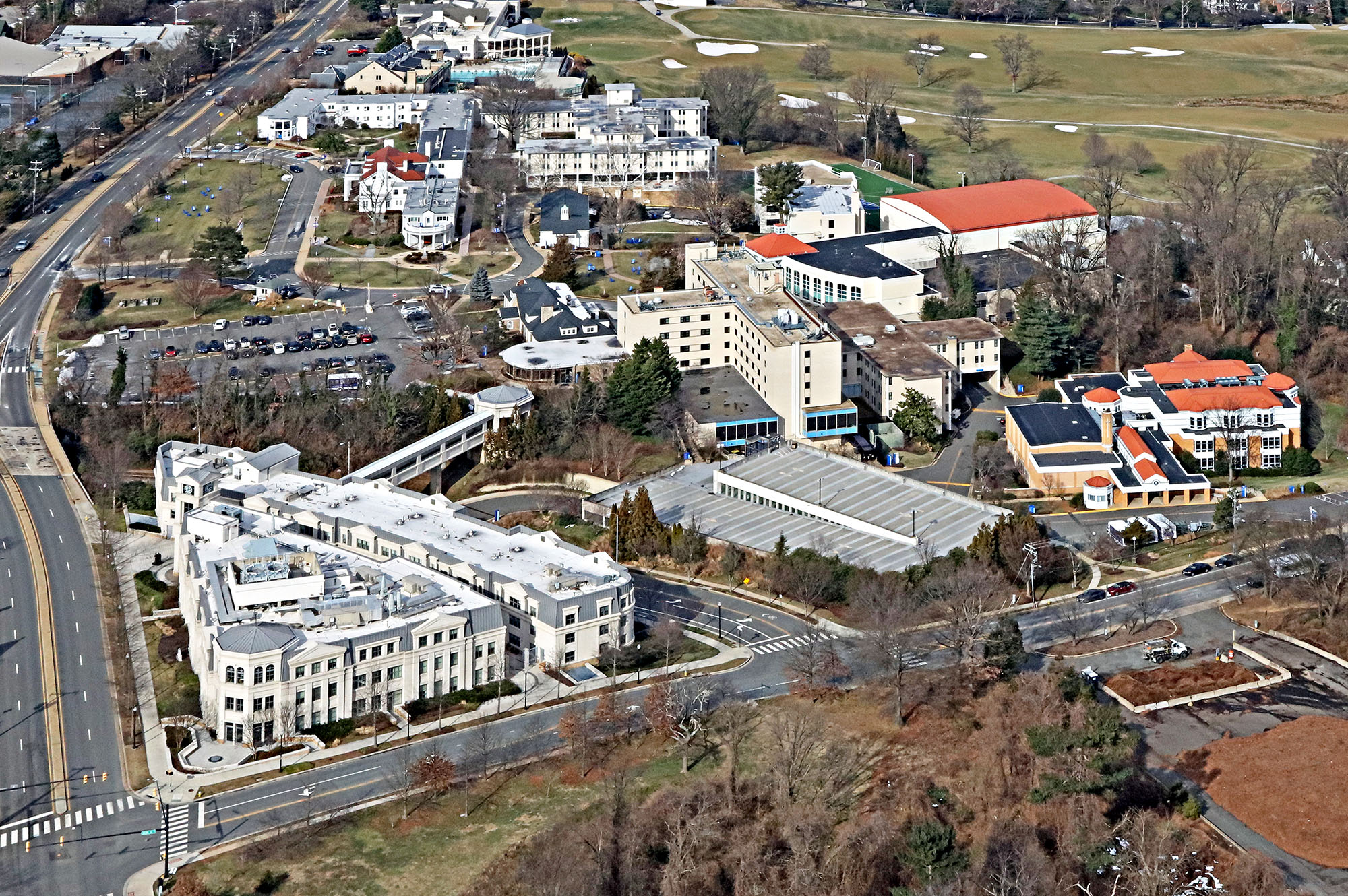
Marymount University, Arlington, Virginie

Papež Pius VII. zřídil 11. července 1820 richmondskou diecézi, která zahrnovala celou Virginii (kromě dvou okresů na východním pobřeží) a dnešní stát Západní Virginie. Oblast severní Virginie zůstala součástí této diecéze po dalších 154 let.
V roce 1950 založily řeholnice z řádu Nejsvětějšího srdce v Arlingtonu dívčí vysokou školu, z níž se později stala Marymountská univerzita. Do roku 1957 založila richmondská diecéze jedenáct nových farností v Alexandrii, Arlingtonu a Fairfaxu; v roce 1946 existovalo v regionu pouze osm farností.

### 1974 až 1999
Papež Pavel VI. zřídil arlingtonskou diecézi 28. května 1974 a vyňal její území z richmondské diecéze. Prvním arlingtonským biskupem papež jmenoval pomocného biskupa Thomase Welshe z filadelfské arcidiecéze.
Během svého působení založil Welsh v diecézi šest nových farností a vysvětil jedenáct nových kostelů. V roce 1975 vytvořil Úřad pro migraci a uprchlíky a v roce 1977 Úřad pro rodinný život. V témže roce byla ve Front Royal ve Virginii otevřena Christendom College.
Walsh také založil diecézní noviny The Arlington Catholic Herald. Walsh byl zakládajícím předsedou správní rady Katolického institutu domácího studia, který se stal Katolickou univerzitou na dálku. Za jeho působení se počet katolíků v diecézi zvýšil ze 154 000 na 179 000. V roce 1983 papež Jan Pavel II. jmenoval Walshe biskupem diecéze Allentown.
Na místo Welshe jmenoval Jan Pavel II. monsignora Johna Keatinga z chicagské arcidiecéze. Keating vydal šest pastýřských listů a vysvětil 84 kněží. V roce 1994 se dostal na titulní stránky novin, když odmítl povolit v diecézi ministrantky. Když Keating v roce 1998 zemřel, měla diecéze přes 336 000 katolíků, 65 farností a pět misií.

### 1999 až 2020
Třetím arlingtonským biskupem se stal biskup Paul Loverde z diecéze Ogdensburg, kterého Jan Pavel II. jmenoval do funkce v roce 1999. Loverde obnovil program trvalého diakonátu a umožnil seminaristům studovat v Národním semináři blahoslaveného Jana XXIII. (Blessed John XXIII National Seminary) ve Westonu ve státě Massachusetts, na Papežské koleji Josephinum v Columbusu v Ohiu a na Katolické univerzitě v Americe (Catholic University of America). Podporoval také řeholní řády přicházející do diecéze, například františkánské sestry Eucharistie a klauzurované dominikánky. V roce 2006 Loverde poprvé povolil ministrantky, a to na základě rozhodnutí místních farářů. V roce 2015 byla ve Sterlingu ve Virginii založena Univerzita Božího milosrdenství (Divine Mercy University). Do důchodu odešel Loverde v roce 2016.
V roce 2016 jmenoval papež František arlingtonským biskupem Michaela Burbidgeho z diecéze Raleigh.
V srpnu 2017 se reverend William Aitcheson přiznal, že byl v 70. letech na vysoké škole členem Ku-klux-klanu. Aitcheson oznámil, že dočasně odstoupí ze své funkce v katolické farnosti svatého Lva Velikého ve Fairfaxu ve Virginii. Burbidge vydal prohlášení, v němž označil Aitchesonovu minulost za „smutnou a hluboce znepokojující“, a zároveň doufal, že jeho obrácení srdce bude inspirací pro ostatní.

### 2020 až současnost

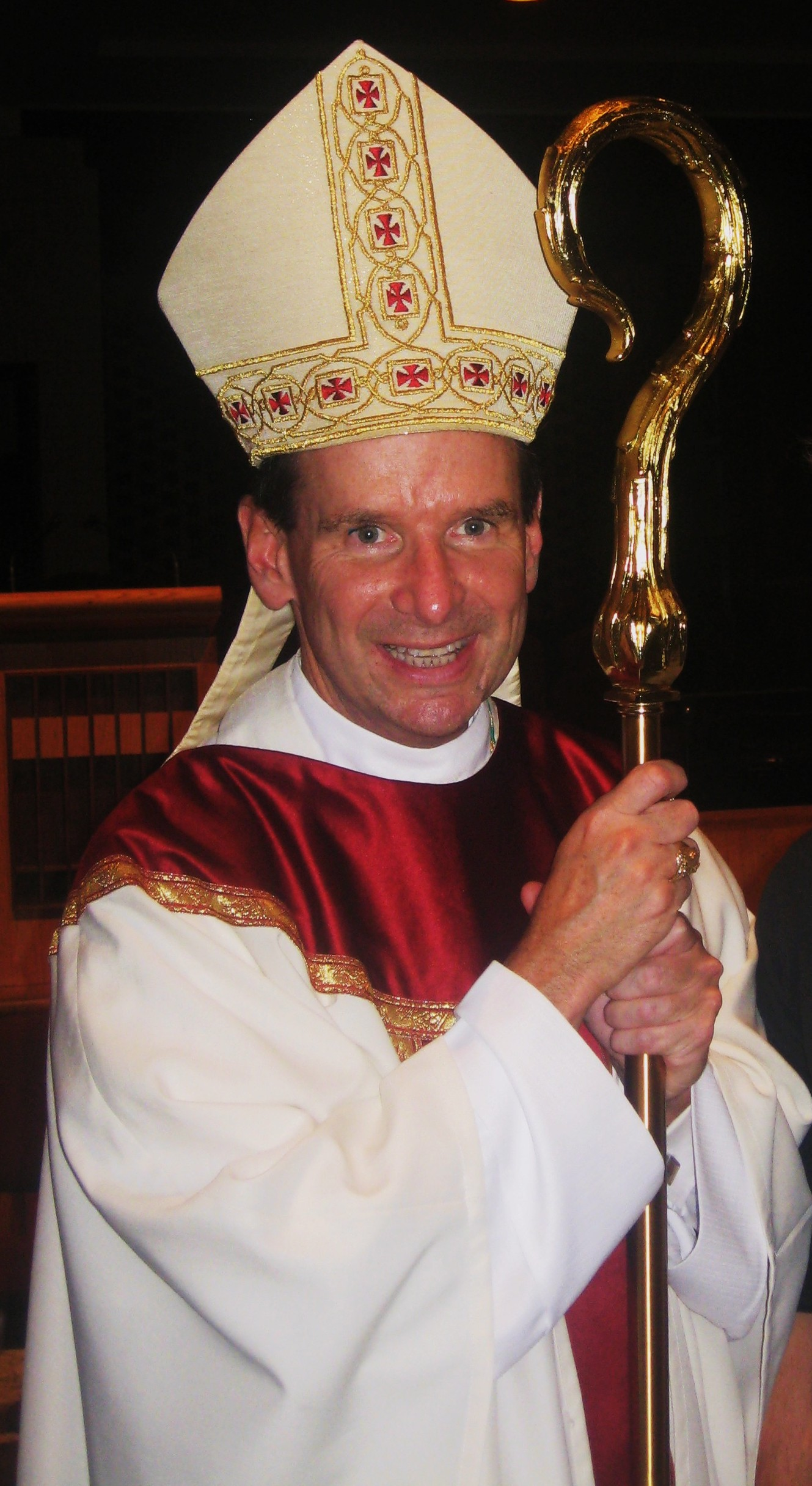
Biskup Burbidge

12. srpna 2021 vydal Burbidge pastýřský list o postoji církve k transgenderismu. V dopise kritizoval používání preferovaných genderových zájmen při oslovování transgenderových osob. V lednu 2022 diecéze nařídila svým školám, aby se řídily nařízením republikánského guvernéra Virginie Glenna Youngkina proti maskám pro školy, které mělo vstoupit v platnost 24. ledna.
V lednu 2022 Burbidge také omezil používání tridentské latinské mše v diecézi v souladu s apoštolským listem Traditionis custodes, který vydal papež František v červenci 2021. Burbidge povolil 21 farnostem, které již tridentskou mši sloužily, aby v této praxi pokračovaly, ale zakázal všem dalším farnostem, aby s ní začaly. V červenci 2022 Burbidge omezil tridentskou mši v osmi farnostech; v pěti z těchto osmi farností nemohl kněz sloužit mši v hlavním kostele.
Diecéze v květnu 2022 zažalovala město Alexandria, aby zablokovala realizaci projektu dostupného bydlení. Problémem byla ulička oddělující kostel svaté Rity a jeho katolickou školu od plánovaného projektu. Diecéze tvrdila, že projekt protiprávně brání přístupu ke kostelu a škole přes uličku. Poté, co developer a diecéze dosáhli kompromisního řešení, byla žaloba v listopadu 2022 stažena.
V květnu 2022 Burbidge také oznámil, že zakáže tehdejší předsedkyni Sněmovny reprezentantů USA Nancy Pelosiové přijímat v diecézi kvůli její podpoře práva žen na potrat. Poprvé Pelosiové zakázal přijímání v sanfranciské arcidiecézi arcibiskup Salvatore J. Cordileone.
Od roku 2023 je Burbidge současným arlingtonským biskupem.

### Sexuální zneužívání
V srpnu 1992 spáchal sebevraždu reverend William T. Reinecke, kancléř diecéze. Stalo se tak dva dny poté, co byl konfrontován Josephem McDonaldem, jednou z jeho údajných obětí sexuálního zneužívání z 60. let 20. století. Během tohoto setkání McDonald uvedl, že Reineckeho vyzval, aby se vzdal kněžství a vyhledal odbornou pomoc. V září 1992 Joseph T. O'Brien Jr. řekl deníku Washington Post, že byl Reineckem kolem roku 1969 také sexuálně zneužit.
V roce 2012 žalovala Loverdeho, diecézi a další obžalované žena, která tvrdila, že ji reverend Thomas J. Euteneur z diecéze Palm Beach v roce 2008 ve Virginii několikrát sexuálně zneužil. Žalobkyně uvedla, že ji Euteneur pod záminkou provádění exorcismu líbal a osahával. Euteneur již v občanskoprávním řízení přiznal vinu a se žalobkyní se samostatně vyrovnal. Ta rovněž uvedla, že Loverde a diecéze dali Euteneurovi svolení k provádění exorcismu na dalších osobách. Žalobce následně žalobu proti Loverdeovi a diecézi stáhl.
V únoru 2019 Burbidge zveřejnil seznam šestnácti diecézních kněží, kteří byli věrohodně obviněni ze sexuálního zneužívání.
V březnu 2020 byl reverend Scott Asalone zatčen na základě obvinění ze sexuálního zneužívání člena washingtonské rady Davida Grossa, když mu bylo 14 let. K činům došlo ve farnosti svatého Františka Saleského v Purcellville v roce 1985. Asalone byl v roce 1993 diecézí odvolán z veřejné služby. Asalone byl usvědčen a v červnu 2023 odsouzen k osmi letům vězení.
Antonio Pérez-Alcalá, vedoucí katolické mládežnické organizace v McLeanu, byl v listopadu 2021 zatčen na základě obvinění ze sexuálního obtěžování nezletilých. Jeho údajné oběti tvrdily, že je Pérez-Alcalá napadl během mentorských sezení ve své rezidenci. Později se přiznal k jednomu případu sexuálního násilí s přitěžujícími okolnostmi a byl odsouzen k desetiletému podmíněnému trestu a pětileté zkušební době.
Reverend Terry Specht byl v prosinci 2021 obviněn ze dvou případů sexuálního zneužívání nezletilých. Údajně zneužil dítě mladší 13 let, když v roce 2000 sloužil na katolické střední škole Pavla VI. v Chantilly. Specht byl obviněn ze zneužívání mladistvého ve škole již v 90. letech, ale nikdy nebyl trestně obviněn. Specht v letech 2004–2011 působil jako ředitel Úřadu pro ochranu dětí v diecézi. V říjnu 2022 byl Specht porotou zproštěn všech obvinění.

## Biskupové

### Biskupové z Arlingtonu
1. Thomas Jerome Welsh (1974–1983), jmenován biskupem Allentown[39]
2. John Richard Keating (1983–1998), zemřel v úřadu
3. Paul S. Loverde (1999–2016)
4. Michael F. Burbidge (2016 – současnost)

### Jiný diecézní kněz, který se stal biskupem
Antons Justs, jmenovaný jelgavským biskupem v roce 1995

## Kostely
Hlavní článek: Seznam kostelů v diecézi Arlington

### Misijní kostely
Arlingtonská diecéze spravuje dva misijní kostely pro diecézi San Juan de la Maguana v Dominikánské republice:
- Františka z Assisi v Bánice
- Misijní farnost Pedro Santana v Pedro Santana

Na oba misijní kostely spravuje dominikánská misie v Arlingtonu.

## Vzdělávání

### Vysoké školy a univerzity
- Christendom College – Front Royal
- Divine Mercy University – Sterling
- Marymount University – Arlington

### Střední školy

#### Diecézní střední školy
Arlingtonská diecéze spravuje čtyři střední školy, do kterých se v roce 2024 zapsalo 3 911 žáků.
- Bishop Denis J. O'Connell High School – Arlington
- Bishop Ireton High School – Alexandria
- Saint John Paul the Great Catholic High School – Dumfries
- Saint Paul VI Catholic High School – Chantilly

#### Nezávislé střední školy
V diecézi jsou tři nezávislé střední školy, které se řídí diecézními učebními osnovami.
- Chelsea Academy – Front Royal
- Seton School – Manassas
- Střední škola svatého Michaela Archanděla – Fredericksburg

### Ostatní školy
Arlingtonská diecéze má 37 základních/středních škol, jednu virtuální školu, pět soukromých základních/středních škol, tři samostatné předškolní programy a jednu soukromou školku. V roce 2024 bylo do diecézních předškolních zařízení, základních a středních škol zapsáno 12 960 studentů.

## Katolické charity
Arlingtonská diecéze koordinuje a podporuje celou řadu charitativních aktivit zaměřených na pomoc zranitelným osobám, získávání finančních prostředků a vzdělávání. Mezi iniciativy patří poradenství, návštěvy vězňů a pěstounská péče. Arcivévodkyně Kateřina Habsbursko-Lotrinská je bývalou ředitelkou pro komunikaci CCDA.